# Percy, Buffalo Bill og jeg
Percy, Buffalo Bill og jeg er en svensk komediefilm fra 2005 skrevet af Ulf Stark og instrueret af Anders Gustafsson. Den fik premiere i Sverige den 30. september 2005.

## Handling
Ulf tror, det bliver en helt almindelig sommer. Han tager til sine bedsteforældre, svømmer i søen og driller sin bror. Men sådan er det ikke, for denne sommer forelsker han sig i Pia. Og så kommer Percy på besøg, selvom Ulf egentlig ikke vil have ham til det. Det bliver en sommer med eventyr, kærlighed, jalousi og venskab. Og en sommer, hvor bedstefar forvandler sig til den gamle westernhelt Buffalo Bill.

## Medvirkende (i udvalg)
- Hampus Nyström som Ulf
- Niklas Hjulström som Ulfs far
- Lisa Lindgren som Ulfs mor
- Daniel Bragderyd som Percy
- Félice Jankell som Pia
- Anders Österholm som Jan
- Börje Ahlstedt som bedstefar
- Lena Strömdahl som bedstemor